# Болівійська література
Боліві́йська літерату́ра (ісп. Literatura boliviana) — література болівійського народу, розвивається переважно іспанською, але також і мовами кечуа та аймара.

## Давній період
Давній фольклор, що існував на території сучасної Болівії, був спільним і для індіанців Перу, які до 1532 року об'єднувалися в державі інків. Збереглися пісенні жанри мовами кечуа й аймара (яраві, хайлі тощо) та деякі синкретичні драматизовані форми (арануайя, уанка), з яких виник локальний театр. Відповідно література була усною, записана лише в колоніальний період.
Найдавніші літературні пам'ятки — народні болівійсько-перуанські віршовані драми (мовою кечуа) «Апу-Ольянтай» (15 ст., опубл. 1853) та «Уткха Паукар» (до 16 ст.).

## Колоніальний період
Література Болівії колоніального періоду (16 — 18 ст.) представлена історичними хроніками індіанця Ф. Гуамана Поми де Айяли, ченця А. де Каланчи. 
Починаючи від кінця 18 ст. у зв'язку з національно-визвольним рухом у літературі посилюються антиіспанські настрої. Показовами в цьому плані є  публіцистичні твори В. Пасоса Канки. 

## ХІХ століття
Власне Болівійська література іспанською мовою з'явилася в роки війни за незалежність 1809—25. 
З патріотичними віршами виступили індіанець Х. Уальпаррімачі Майта, Х. І. де Санхінес (автор тексту національного гімну). 
В 2-й пол. ХІХ століття, до 1880-х років, панівним у літературі залишався романтизм. Антидеспотичні і соціальні мотиви мають поезії Р. Х. Бустаманте, Н. Галіндо, проза Н. Агірре, якому належить один з найзначніших історичних романів про війну за незалежність «Хуан де ла Роса» (1885). Теми народної боротьби знайшли відгук у драматургії Ф. Рейєса Ортіса, Х. Р. Гутьєрреса тощо. Представником кечуанської поезії цього періоду (писав також і іспанською) був К. Ф. Бельтран. 
У 1880—90-х роках виник костумбризм, який став предтечею реалістичного мистецтва. Соціальною сатирою позначені повісті Л. Ансоатегі де Камперо, оповідання А. Самудіо, соціально-критичні нариси Х. С. Вальдеса («Силуети і начерки», 1889).

## ХХ століття
Наприкінці ХІХ — на початку ХХ ст. в поезії утверджується модернізм, яскравим представником якого був Р. Хаймес Фрейре. В його ліриці лунає протест проти соціальної несправедливості. 
У перші десятиріччя ХХ століття розквіту набув індіхенізм. Його ідеологом у Болівії став поет і публіцист Франс Тамайо, що відверто опонував іспанському впливу на болівійську культуру. Також з'явився реалістичний жанрово-тематичний потік «індіанського роману», зачинателем якого у Болівії став А. Аргедас («Бронзова раса», 1919). Роман Х. Мендоси «В надрах Потосі» (1911) — перший болівійський роман про життя робітничого класу. Сатирично зображено дійсність у романі А. Чірвечеса «Кандидатура Рохаса» (1908). 
Чакська війна (з Парагваєм, 1932-35) зумовила антивоєнну тематику творів — романи О. Серруто («Вогняний потоп», 1935), П. Торо Рамальйо («Чако», 1936; «Вони повернулись», 1940), А. Гусмана («Полонений», 1937). 
Жорстоку експлуатацію робітників показано в романах Р. Ботельйо Госальвеса («Плоскогір'я», 1945), А. Гільєна Пінто («Утама», 1945; «Шахта», опубл. 1953), Ф. Раміреса Веларде («Шахти скорботи», 1947). Антиімперіалізмом пройняті романи Г. А. Наварро (псевдонім — Трістан Мароф; «Волл-стріт і голод», 1931), А. Сеспедеса («Метал диявола», 1946). Роман Р. Пради Оропеси «Ті, що засвічують зорю» (1969) — про боротьбу партизанського загону Е. Че Гевари. 
Один з провідних болівійських письменників Хесус Лара в своїх реалістичних романах відтворив процес соціального пробудження індіанців, їхню боротьбу за землю і свої громадянські права: «Невільниця/Янакуна» (1952), «Наша кров» (1959). 
До виданої у 1976 році в Болівії збірки «Болівійське оповідання вчора і сьогодні» увійшли кращі твори болівійських прозаїків ХХ століття (А. Аргедаса, Х. Мендоси, А. Касареса, А. Сеспедеса, Р. Пради Оропеси тощо), у яких порушуються пекучі соціальні й культурні проблеми країни. 
З пізніших (2-а пол. ХХ століття) болівійських поетів найвідоміший — П. Шімосе (збірки «Вірші для народу», 1968; «Хочу писати вірші, а виходить піна», 1972). 
Дитяча література в Болівії представлена фольклористичними казками Оскара Альфаро.
Серед літературознавців виділяється А. Гусман («Панорама болівійського роману», 1985).

## Українські переклади
Українською перекладені оповідання А. Гумусіо, вірші М. Ертль, Н. Паса Самори, твори Х. Лари. Серед перекладачів — С. Борщевський, М. Мірошниченко, О. Буценко, А. Перепадя та інші.